# Naufragios en México
Cuando los conquistadores llegaron al Nuevo Mundo, uno de los métodos utilizados por los aborígenes para procurarse alimentos era el buceo. Completamente desnudos, con pesadas piedras bajo los brazos y provistos tan solo de un tubo de carrizo para respirar, se sumergían a profundidades de treinta metros donde, según escribió Fernández de Oviedo en 1535, permanecían hasta quince minutos.  De esta extraordinaria capacidad se sirvieron los españoles al iniciar la industria extractiva de perlas, que habría de ser una de las mayores fuentes de riqueza para la Corona. Sin embargo, el régimen de explotación impuesto por los conquistadores pronto acabó con las resistencias de los indígenas caribes y lucayos (nativos de las Bahamas), que en pocos años tuvieron que ser reemplazados por esclavos traídos de África. A finales del siglo XVI, los españoles encontraron otra ocupación para sus buzos esclavos: la recuperación de cargamentos hundidos en naufragios.  Para ello, crearon pequeñas flotas de rescate, permanentemente ancladas en los puertos coloniales de La Habana, Veracruz, Cartagena de Indias y Panamá, y listas para zarpar en cuanto se tuvieran noticias de un naufragio. De esta manera, comenzó la localización sistemática de hundimientos en aguas americanas.
Un siglo más tarde, los ingleses establecidos en las Bermudas prepararon barcos de rescate que habrían de trabajar en el Caribe. Influido por el impulso que dieron a esta actividad, así como por los magníficos resultados en ella obtenidos, Port Royal, en Jamaica, no tardó en convertirse en el centro de los buscadores de naufragios que operaron en la segunda mitad del siglo XVIII.
En todos los casos, fueron esclavos africanos y aborígenes del Nuevo Mundo quienes bajaban, a pulmón, para recuperar lo perdido.  Los pocos blancos que ocasionalmente se aventuraron en la búsqueda de algún pecio, lo hicieron provistos de la campana de buceo, sistema inventado en el siglo XVI con objeto de facilitar una mayor permanencia bajo el agua.
Lo mismo en puertos españoles que ingleses, cuando había noticias de un naufragio la acción de rescate se iniciaba con tal prontitud que la mayoría de los tesoros y valiosos cargamentos hundidos eran recuperados casi de inmediato.  Esta voraz búsqueda fue improductiva solo en los casos en que las naves se destrozaban contra arrecifes, esparciendo su carga en amplias zonas donde por el vaivén de las arenas eran rápidamente cubiertas.  Así, hubo búsquedas que se prolongaron durante cuatro años y en las que apenas se logró recuperar una parte ínfima de lo perdido.  Existió también un caso excepcional:  en 1773, los españoles que hicieron bucear un hundimiento en Florida obtuvieron más riquezas que las buscadas.
Ya en el siglo XIX, Nasáu y Cayo Hueso habían desplazado a los antiguos puertos como base de operaciones en la localización de naufragios. Fueron tales la actividad y la eficacia de los hombres dedicados a ella, que incluso antes de que los barcos se hicieran pedazos y sus cargamentos se dispersaran, ya habían recuperado los tesoros hundidos.
Gracias a los notables adelantos técnicos del presente siglo, el buceo para la localización de pecios ha enriquecido sus métodos y posibilidades de buen éxito.  Hoy es entendido no solo como una aventura, sino también como una actividad científica que mucho puede aportar al conocimiento de los hábitos y costumbres de quienes realizaron la conquista del Nuevo Mundo.
- El contenido de este artículo incorpora material de una entrada de la Enciclopedia Libre Universal, publicada en español bajo la licencia Creative Commons Compartir-Igual 3.0.